# Kleyberg
Der Kleyberg ist ein Naturschutzgebiet in der niedersächsischen Gemeinde Eimen in der Samtgemeinde Eschershausen-Stadtoldendorf im Landkreis Holzminden.
Das Naturschutzgebiet mit dem Kennzeichen NSG HA 104 ist etwa 10,6 Hektar groß. Es ist nahezu deckungsgleich mit dem gleichnamigen FFH-Gebiet und zu einem großen Teil Bestandteil des EU-Vogelschutzgebietes „Sollingvorland“. Das Gebiet steht seit dem 17. Juli 1986 unter Naturschutz. Zuständige untere Naturschutzbehörde ist der Landkreis Holzminden.
Das Naturschutzgebiet liegt östlich von Lenne zwischen dem Eimener Ortsteil Vorwohle und dem Lenner Ortsteil Kolonie an der Bundesstraße 64, welche das Naturschutzgebiet nach Südwesten begrenzt. Es stellt einen schwach verbuschten und saumartenreichen Kalkhalbtrockenrasen auf flachgründigem Kalkverwitterungsboden in Hanglage unter Schutz. Dieser geht nach Norden in Glatthaferwiesen über.
Im westlichen Teil des Naturschutzgebietes befindet sich ein ehemaliger Kalksteinbruch, der seiner natürlichen Entwicklung überlassen bleibt. Der knapp 8 Hektar große Steinbruch gehört seit dem 20. November 1998 dem Naturschutzbund Deutschland, der das Gebiet zur Verhinderung von Verbuschung extensiv mit Pferden, Schafen und Ziegen beweiden lässt.
Das Naturschutzgebiet grenzt nach Norden an Ackerflächen und im Nordwesten an die Deponie eines Betonwerkes.